# Şeyhli (Pendik)
Şeyhli est un quartier du district de Pendik de la métropole d'Istanbul.

## Transports
Le quartier sera desservi par la station Şeyhli commune aux lignes M4 et M10 du métro d'Istanbul en construction.